# Peletier
Peletier és una població dels Estats Units a l'estat de Carolina del Nord. Segons el cens del 2008 tenia 522 habitants.

## Demografia
Segons el cens del 2000, Peletier tenia 487 habitants, 206 habitatges i 146 famílies. La densitat de població era de 57,2 habitants per km².
Dels 206 habitatges en un 29,6% hi vivien nens de menys de 18 anys, en un 56,3% hi vivien parelles casades, en un 8,7% dones solteres, i en un 29,1% no eren unitats familiars. En el 21,8% dels habitatges hi vivien persones soles el 10,7% de les quals corresponia a persones de 65 anys o més que vivien soles. El nombre mitjà de persones vivint en cada habitatge era de 2,36 i el nombre mitjà de persones que vivien en cada família era de 2,74.
Per edats la població es repartia de la següent manera: un 22,8% tenia menys de 18 anys, un 6,6% entre 18 i 24, un 25,7% entre 25 i 44, un 24,4% de 45 a 60 i un 20,5% 65 anys o més.
L'edat mediana era de 42 anys. Per cada 100 dones de 18 o més anys hi havia 96,9 homes.
La renda mediana per habitatge era de 33.641 $ i la renda mediana per família de 34.653 $. Els homes tenien una renda mediana de 25.250 $ mentre que les dones 16.667 $. La renda per capita de la població era de 17.484 $. Entorn del 9,9% de les famílies i l'11,1% de la població estaven per davall del llindar de pobresa.

## Poblacions més properes
El següent diagrama mostra les poblacions més properes.